# Klaudia Olejniczak
Klaudia Olejniczak (* 20. Januar 1997 in Gostyń) ist eine polnische Fußballspielerin, die im Jahr 2019 auch zweimal für die A-Nationalmannschaft spielte.

## Karriere

### Vereine
Olejniczak begann für den in ihrem Geburtsort ansässigen Szewa Gostyń (vollständig: Miejski Klub Sportowy Szewa Gostyń) mit dem Fußballspielen. Im weiteren Verlauf gehörte sie der Jugendabteilung von Medyk Konin an, bevor sie 2016 in deren erste Mannschaft aufrückte und ihr bis zum Saisonende 2019/20 in der Ekstraliga Kobiet, der höchsten Spielklasse im  polnischen Frauenfußball, angehörte.
Am 4. Juli 2020 wurde ihre Verpflichtung auf der Website des Ligakonkurrenten KKS Czarni Sosnowiec öffentlich, für den sie von 2020 bis 2022 in zehn Punktspielen eingesetzt wurde. 
Nach Bydgoszcz gelangt, kam sie für den dort beheimateten Sportis KKP Bydgoszcz in der Saison 2022/23 in 15 Punktspielen zum Einsatz. Mit dem Abstieg ihrer Mannschaft auf Platz 11 von 12 teilnehmenden Mannschaften, bat sie um Auflösung ihres bestehenden Vertrages.
Am 31. Juli 2023 wurde ihre Verpflichtung auf der Website des Rekord Bielsko-Biała (vollständig: Beskidzkie Towarzystwo Sportowe Rekord Bielsko-Biała) öffentlich.

### Nationalmannschaft
Nachdem Olejniczak in den Nachwuchsnationalmannschaften des PZPN der Altersklassen U15 bis U19 zu Länderspielen gekommen war, debütierte sie am 4. März 2019 in Parchal beim 1:0-Sieg über die A-Nationalmannschaft der Niederlande im zweiten Spiel der Gruppe B bei der Teilnahme ihrer A-Nationalmannschaft am Turnier um den Algarve-Cup 2019. Als Gruppensieger (im ersten Spiel, beim 3:0-Sieg über die A-Nationalmannschaft Spaniens nicht eingesetzt) wurde das Finale erreicht. Das in Parchal am 6. März 2019 ausgetragene Spiel gegen die A-Nationalmannschaft Norwegens wurde mit 0:3 verloren; Olejniczak wurde zur zweiten Spielzeit für Aleksandra Sikora eingewechselt.

## Erfolge
Nationalmannschaft
- Algarve-Cup-Finalist 2019

KKS Czarni Sosnowiec
- Polnischer Meister 2021
- Polnischer Pokal-Sieger 2021, 2022

Medyk Konin
- Polnischer Meister 2017
- Polnischer Pokal-Sieger 2017, 2019